# سيراس تانغ
سيراس تانغ (بالإنجليزية: Cyrus Tang)‏ هو شخصية أعمال أمريكي، ولد في 1930، وتوفي في 23 يونيو 2018.